# Пемуко
Пемуко (исп. Pemuco) — посёлок в Чили. Административный центр одноимённой коммуны. Население — 9077 человек (2007). Посёлок и коммуна входит в состав провинции Дигильин и области Ньюбле.
Территория коммуны — 562,7 км². Плотность населения — 16,13 чел./км².

## Расположение
Посёлок расположен в 42 км южнее административного центра области — города Чильян.
Коммуна граничит:
- на севере — с коммунами Бульнес, Эль-Кармен
- на востоке — с коммуной Пинто
- на юге — с коммуной Юнгай
- на юго-западе — с коммуной Кабреро
- на западе — с коммуной Кильон

## Демография
Согласно сведениям, собранным в ходе переписи Национальным институтом статистики,  население коммуны составляет 9077 человек, из которых 4691 мужчина и 4386 женщин.
Население коммуны составляет 0,46% от общей численности населения области Био-Био. 56,86%  относится к сельскому населению и 43,14% — городское население.
| Год  | Население |
| ---- | --------- |
| 2002 | 3844      |
| 2005 | 8821      |
| 2007 | 9077      |